# Хондл, Станко
Станко Хондл (хорв. Stanko Hondl; 22 октября 1873, Загреб, Транслейтания — 9 апреля 1971, Загреб) — хорватский физик, историк физики и университетский преподаватель.

## Биография
Станко Хондл родился 22 октября 1873 года в Загребе. В возрасте двадцати двух лет окончил физико-математическое отделение философского факультета Загребского университета. После недолгого повышения квалификации в немецком Гёттингене, Хондл вернулся в Хорватию, где получил должность учителя в одной из гимназий города Винковци, совмещая выполнение своих служебных обязанностей с работой над докторской диссертацией по теме «О сферических и подобных функциях», которую он успешно защитил в 1898 году.
В 1902 году Хондл получил в своей альма-матер статус приглашённого лектора. Спустя девять лет он вошёл в состав преподавательского коллектива в качестве доцента, а в 1915 году стал обладателем звания профессора. В этот же период, Хондл пополнил ряды членов Югославской академии наук и написал ряд научных и научно-популярных статей по физике, математике и истории физики. В 1922 году он написал школьный учебник по физике, который к 1943 году был переиздан четыре раза. В 1930-х годах он занимал посты ректора Загребского университета и вице-президента Югославской академии наук. В 1945 году Станко Хондл вышел на пенсию, а спустя четверть века скончался в своём родном городе.